# Schongerfilm
Schongerfilm est une société de production cinématographique allemande fondée par Hubert Schonger.

## Biographie
La société de production est fondée en 1947 en tant que successeur de la société de production berlinoise fondée en 1923, Naturfilm Hubert Schonger. Un an plus tard, le premier film Zehn Jahre später est tourné.
Comme le bureau de Naturfilm Hubert Schonger est détruit à Berlin lors de la Seconde Guerre mondiale, la nouvelle société de production s'installe à Inning am Ammersee. Là, Schonger possède une ferme, derrière laquelle il construit un hangar qui sert de studio. La salle de montage et de projection se trouve dans d'anciennes étables et granges. Un deuxième studio est créé dans le grenier de la maison puis en 1953, Schonger pose des studios professionnels.
Dans les années 1960, sous la direction d'Ingo Hermes, Schongerfilm est aussi une société de doublage, il fait des versions allemandes de films étrangers.
Le studio est dissous après la mort de Hubert Schonger en 1978. À Inning, il y une Filmstrasse et une Studiostrasse.

## Filmographie sélective
- 1947 : Zehn Jahre später (avec Josef Plesner)
- 1953 : Zwerg Nase (Francesco Stefani)
- 1953 : Brüderchen und Schwesterchen (Walter Oehmichen, Hubert Schonger)
- 1953 : Die goldene Gans (de) (Walter Oehmichen, Hubert Schonger)
- 1954 : Das Wunderfenster (Gerda Otto)
- 1954 : Hänsel und Gretel (Walter Janssen)
- 1954 : Rotkäppchen (Walter Janssen)
- 1955 : Schneewittchen und die 7 Zwerge (de) (Erich Kobler)
- 1955 : Schneeweißchen und Rosenrot (de) (Erich Kobler)
- 1956 : Die Heinzelmännchen (de) (Erich Kobler)
- 1956 : Tischlein, deck dich (de) (Jürgen von Alten)
- 1957 : Die Eintagsfliege (Peter Fleischmann)
- 1957 : Le Loup et les Sept Chevreaux (Peter Podehl)
- 1957 : Rübezahl – Herr der Berge (Erich Kobler)
- 1959 : Les Musiciens de Brême (Rainer Geis)
- 1961 : Geschichte einer Sandrose (Peter Fleischmann)
- 1961 : Frau Holle – Das Märchen von Goldmarie und Pechmarie (de) (Peter Podehl)
- 1962 : Brot der Wüste (Peter Fleischmann)
- 1966 : Henker Tom (Klaus Lemke)
- 1967 : Tanja – Die Nackte von der Teufelsinsel (de) (A. Hofherr)
- 1967 : Da lacht Tirol (de) (Lothar Brandler)